# Амейшиал
Амейшиал (порт. Ameixial) — район (фрегезия) в Португалии, входит в округ Фару. Является составной частью муниципалитета Лоле. По старому административному делению входил в провинцию Алгарви. Входит в экономико-статистический субрегион Алгарви, который входит в Алгарви. Население составляет 439 человека на 2011 год. Занимает площадь 121,35 км². Его высота над уровнем моря составляет 439 м (1443 фута).
Провинция Амейшиал имеет обширные леса и богатый птичий мир, а также культурное наследие в виде комплекса мегалитических памятников, а именно двух дольменов, «Педра-ду-Алагар» и «Анта-ду-Беринжел». Дольмены представляют из себя большие каменные сооружения, покрытые землей, в которых хоронили умерших, возрастом около пяти тысяч лет.
В 2024 году в провинции пройдёт собственный электрофестиваль.